# Thuringothyris mahlendorffae
Il turingotiride (Thuringothyris mahlendorffae) è un rettile estinto, appartenente ai captorinidi. Visse nel Permiano inferiore (circa 285 milioni di anni fa) e i suoi resti fossili sono stati ritrovati in Germania. È considerato il più primitivo captorinide noto.

## Descrizione
Questo animale doveva essere simile a una tozza lucertola dal grande cranio, di lunghezza non superiore ai 10 centimetri. Thuringothyris è noto tramite alcuni fossili, tra cui l'olotipo MNG 7729, un cranio ben conservato con scheletro postcranico parziale. Il cranio largo possedeva un muso smussato e piccoli denti aguzzi, disposti in un'unica fila lungo il margine di mandibola e mascella. 

## Classificazione
Thuringothyris mahlendorffae è stato descritto per la prima volta nel 1991, sulla base di fossili ritrovati in strati del Permiano inferiore nella formazione di Tambach, nella regione della Turingia in Germania. Thuringothyris venne inizialmente descritto come un membro dei protorotirididi, un gruppo di rettili arcaici tipici del Carbonifero simili a lucertole. Successive analisi compiute sui fossili (Muller et al., 2006) hanno però determinato alcune caratteristiche che farebbero supporre una stretta parentela con i captorinidi, ancor più primitivi ma tipici del Permiano. Si suppone che Thuringothyris fosse il più arcaico di questo gruppo, o addirittura il sister taxon di questa famiglia. Il più antico captorinide noto è Concordia cunninghami, del Carbonifero superiore. 